# Perman – Cậu bé siêu nhân
Perman (パーマン Pāman) là một manga Nhật Bản sáng tác bởi Fujiko Fujio. Tên "Perman" xuất phát từ "Superman" bỏ đi chữ "Su". Tuy nhiên, do những vấn đề liên quan tới bản quyền, thủ lĩnh nhóm Perman có tên là "Superman" đã được thay bằng "Birdman" sau đó (phiên bản tiếng Việt là Người dơi). Tại Việt Nam, bộ truyện được Nhà xuất bản Kim Đồng mua bản quyền và phát hành với tên là Cậu bé siêu nhân. Trước đó Nhà xuất bản Trẻ từng phát hành với tên gọi Siêu nhân Pacman. 
Trong Ninja Hattori-kun, nhân vật Kenichi rất thích đọc bộ truyện này.
Loạt truyện thứ nhật được in nhiều kì trong tạp chí Shōnen Sunday và một số tạp chí khác từ năm 1967 đến 1968, và loạt truyện thứ hai được in nhiều kì trong tạp chí CoroCoro Comic từ 1983 đến 1986.
Loạt phim hoạt hình trắng đen đầu tiên được sản xuất năm 1967. Nó đã được làm lại với phiên bản màu vào năm 1983 và những tập phim được ra mắt vào năm 1983, 1984, 1985, 2003 và 2004 cùng với những tập phim Doraemon. Phim phát sóng trên TBS và TV Asahi của Nhật Bản.
Phim cũng được lồng tiếng Anh và phát sóng từ ngày 5 tháng 5 năm 2014 trên kênh Disney Channel Châu Á.

## Câu chuyện
Suwa Mitsuo là một cậu bé tiểu học, và là một trong những người được Birdman chọn để trở thành Perman. Birdman đã đưa cho cậu một chiếc mặt nạ giúp cậu tăng sức mạnh lên 6600 lần, một chiếc khăn choàng để giúp người sử dụng có thể bay với vận tốc tối đa 119 km/h (và có thể tăng lên nhiều lần nếu bay nối đuôi với những Perman khác), một bộ đàm liên lạc đồng thời là một bình dưỡng khí và một con robot sao chép để thay mặt cậu mỗi khi làm nhiệm vụ Perman. Tuy nhiên, nếu làm lộ bí mật, Mitsuo sẽ bị biến thành động vật.
Cậu cũng gặp được những Perman khác và lập thành một đội Perman. Nhiều lần cậu muốn từ bỏ nhiệm vụ Perman nhưng cuối cùng, cậu cũng quyết định trở lại thực hiện trách nhiệm cao cả của một Perman. Cuối truyện, cậu quyết định rời Trái đất theo Birdman lên Hành tinh Siêu nhân để học tập thành một Perman giỏi.

## Nhân vật

### Perman và những nhân vật liên quan
Các siêu nhân trong truyện đều được gọi là Perman (パーマン Pāman) và được đánh số. Tuy nhiên sau đó họ cũng được gọi với những cái tên khác nhau.
Suwa Mitsuo (須羽 ミツ夫)  - Perman số 1
Lồng tiếng bởi: Miwa Katsue.
Nhân vật chính của câu chuyện. Mitsuo là một cậu bé 11 tuổi, được chọn làm Perman đầu tiên. Trong các Perman, cậu là người cho bạn đọc biết được nhiều điều nhất. Cậu ta học không tốt, nhiều lần bị mẹ mắng, sợ ma và gián (điểm yếu này đã bị bọn ZenAkuRen lợi dụng nhưng không thành công). Ngoài ra cậu có cảm tình với Misuko. Giống như nhiều cậu bé khác, cậu là cũng hâm mộ Hoshino Sumire, tuy nhiên Mitsuo không hề biết Sumire là Perman số 3. Cuối truyện, cậu quyết định rời Trái đất theo Birdman lên Hành tinh Siêu nhân để học tập thành một Perman giỏi.
Booby (ブービー Būbī) - Perman số 2
Lồng tiếng bởi: Ōtake Hiroshi.
Booby không phải là người mà là một con khỉ; tuy nhiên vẫn được gọi là "Perman số 2". Mặc dù không nói được tiếng người, cậu ta rất thông minh, thường giao tiếp bằng cử chỉ hay hành động. Trong phiên bản truyện cũ, Booby là một chú khỉ trong vườn bách thú, nhưng từ tập 5, truyện có nhiều chi tiết bị đổi và Booby trở thành chú khỉ được một gia đình giàu có nuôi, vì vậy tiền tiêu vặt hàng tháng của chú là 4000 yên, trong khi Mitsuo chỉ được 300 yên.
Hoshino Sumire (星野 スミレ) - Perman số 3 hay Perko (パー子 Pāko)
Lồng tiếng bởi: Kuri Yōko (loạt phim thứ nhất), Masuyama Eiko (loạt phim thứ 2).
Mặc dù là một cô gái, Sumire đã được chọn là "Perman số 3", nhưng thường được gọi là "Perko" bởi những Perman khác (trong phiên bản tiếng Việt dịch là Cô nhóc Siêu nhân). Cô luôn giữ bí mật thân phận với các Perman khác rằng mình chính là Hoshino Sumire - một ngôi sao nhí, thần tượng của giới trẻ Nhật Bản. Sumire luôn bị mọi người soi xét bởi cô là một ngôi sao, cô chỉ thực sự thấy thoải mái với vai trò của một Perman. Có lần cô cùng Michiko dạy cho Mitsuo và Boobi một bài học. Tuy nhiên, sau đó cô có cảm tình với Mitsuo và tiết lộ thân phận của mình với Mitsuo ở tập cuối cùng. Sumire với vai trò là một ngôi sao nổi tiếng, đã từng xuất hiện trong ba tập Doraemon (tập 15, 19 và 24 (tập 98 của phim), kể với Nobita rằng người yêu mà cô đang chờ đợi (chính là Mitsuo) đã đi đến một nơi rất xa, cô đã đánh rơi sợi dây chuyền in hình Mitsuo (tập 24 - "Những người nổi tiếng"). Phiên bản cũ tiếng Việt tên cô trong truyện Doraemon là Sumi (tập 15), Xumike (tập 19) hay Sumike (lúc đã trưởng thành) và Sumire nói rằng người yêu của cô đi du học ở Mỹ (trong "Máy theo dõi bóng người" (tập 19) và "Những người nổi tiếng" (tập 24).
Ōyama Hōzen (大山 法善) - Perman số 4 hay Per'yan (パーやん Pāyan)
Lồng tiếng bởi: Kamo Yoshihisa (loạt phim thứ nhất), Kimotsuki Kaneta (loạt phim thứ 2).
Là một Phật tử sống ở Osaka, thông minh, thực dụng có đầu óc kinh doanh, hay giúp đỡ các Perman khác vượt qua khó khăn. Trong phiên bản tiếng Việt, cậu được gọi là 'Siêu nhân ú' do có thân hình mập mạp.
Yamada Kōchi (山田 浩一) - Perman số 5 hay Perbou (パー坊 Pābō)
Lồng tiếng bởi: Shiraishi Fuyumi.
Còn gọi là "Kō-chan", cậu là Perman thứ năm của đội nhưng chỉ là "Perman hờ". Cậu ta nhặt được áo choàng Perman giả và bị mọi người hiểu nhầm là Perman. Trong loạt phim anime thứ nhất Kōichi xuất hiện trong một vài tập phim, nhưng không xuất hiện trong loạt phim thứ hai. Thêm vào đó, trong hầu như tất cả chỉ trừ một tập truyện (Kōchi làm Perman) sự xuất hiện của cậu ta cũng ít được chú ý đến. Trong phiên bản anime phát sóng ở Ấn Độ, nhân vật này không hề xuất hiện.
Superman (スーパーマン Sūpāman) / Birdman (パードマン Bādoman)
Lồng tiếng bởi: Shimada Akira (loạt phim thứ nhất), Yasuhara Yoshito (loạt phim thứ 2).
Tên phiên bản Việt là "Người dơi". Thủ lĩnh nhóm Perman, người bảo vệ vũ trụ, có thể trừng phạt các Perman khác bằng cách biến họ thành động vật. Trong phiên bản gốc, tên nhân vật trong những tập đầu là Superman, nhưng đã được đổi thành Birdman do những vấn đề liên quan đến bản quyền truyện tranh của DC Comics (DC cũng giữ bản quyền tên Superman ở Nhật Bản).
Copy Robot
Là một robot mà Birdman gửi tới các Perman để bảo vệ bí mật của họ. Nó có thể sao chép đối tượng giống về cả hình dáng lẫn tính cách hay trang phục lẫn những vật dụng mà người sử dụng mang theo khi ấn vào mũi của nó, Mitsuo đã lợi dụng điều này để sao chép những vật mình thích và cả việc sản xuất quần áo Perman nhưng không thành công do robot chỉ sao chép hình thức của bộ trang phục. Người sử dụng có thể thu lại ký ức về những gì robot trải qua bằng cách chạm đầu vào nó. Để tắt nó, chỉ cần ấn lại vào mũi của nó. Điểm khác biệt giữa nó và người thật là màu mũi. Cuối truyện, Copy Robot sống thay Mitsuo khi cậu rời Trái Đất theo Birdman.
Copy Robot cũng là bảo bối trong truyện Doraemon.

### Bạn bè và gia đình
Sawada Michiko (沢田 ミチ子)
Lồng tiếng bởi: Emi Kyōko (loạt phim thứ nhất), Miura Masako (loạt phim thứ 2).
Thường được gọi thân mật là "Micchan" (みっちゃん). Bạn cùng lớp của Mitsuo, không thích Mitsuo nhưng rất thích Perman số 1. Cô là đối thủ của Sumire trong cuộc thi nữ công (Mitsuo là trọng tài).
Sabu (サブ)
Lồng tiếng bởi: Nomura Michiko (loạt phim thứ nhất), Chiba Shigeru (loạt phim thứ 2).
Bạn cùng lớp của Mitsuo, thường đi với Kabao.
Kabao (カバ夫)
Lồng tiếng bởi: Kimotsuki Kaneta (loạt phim thứ nhất), Suzuki Kiyonobu (loạt phim thứ 2).
Bạn cùng lớp của Mitsuo. Cậu hay bắt nạt Mitsuo nhưng rất hâm mộ Perman, thường bắt Mitsuo giúp cậu trở thành Perman.
Mie Haruzō (三重 晴三)
Lồng tiếng bởi: Ichiryūsai Teiyū (loạt phim thứ nhất), Suzuki Mie (loạt phim thứ 2)
Bạn cùng lớp của Mitsuo, sống trong một gia đình giàu có, tên của cậu ta có thể đọc như từ "khoa trương", "khoe khoang" (見栄張るぞ miebaru zo) trong tiếng Nhật.
Suwa Mantarō (須羽 満太郎)
Lồng tiếng bởi: Katsuta Hisashi (loạt phim thứ nhất), Tokumaru Kan (loạt phim thứ 2).
Bố của Mitsuo. Mantarō là một người dễ tính nhưng cũng rất nghiêm khắc với con.
Mẹ của Mitsuo
Lồng tiếng bởi: Kondō Takako (loạt phim thứ nhất), Tsuboi Akiko (loạt phim thứ 2).
Vợ Mantarō (không rõ tên riêng trong truyện). Mẹ Mitsuo (thường do Ganko mách lẻo) thường mắng Mitsuo do những tính xấu của cậu ta.
Suwa Ganko (須羽 がん子)
Lồng tiếng bởi: Sugaya Masako (loạt phim thứ nhất), Nashiwa Yuri (loạt phim thứ 2).
Ganko là em gái của Mitsuo. Tên cô bé đồng âm với từ "ngoan cố" (頑固 (ngoan cố) ganko) trong tiếng Nhật. Ganko khá bướng bỉnh và ương ngạnh, hay nói ba hoa về những gì cô bé biết về Mitsuo với mẹ.

### Phản diện
Tên trộm nghìn mặt (怪盗千面相 (Quái đạo Thiên diện tướng) Kaitō Sen-mensō)
Lồng tiếng bởi: không rõ (loạt phim thứ nhất), Mugihito (loạt phim thứ 2).
Một tên trộm có khả năng thay đổi khuôn mặt, thích hội họa và đã từng vượt ngục. Ông ta ban đầu đã nhiều lần định tiêu diệt Perman, nhưng sau đó ông đã giúp Perman bắt giữ một tên cướp vì tên cướp đã cướp tiền của ông chủ quán mì mà ông ta yêu thích.
Liên minh Kẻ ác toàn Nhật Bản (全日本悪者連盟 (Toàn Nhật Bản Ác giả Liên minh) Zen Nippon Akusha Renmei)
Gọi tắt là ZenAkuRen (全悪連 (Toàn Ác Liên)) hay ZenGyadoRen (全ギャド連), nhiều lần định tiêu diệt Perman nhưng đều thất bại.
Don Ishikawa (ドン 石川) Lồng tiếng bởi: Utsumi Kenji.
Thủ lĩnh của Liên minh ZeAkuRen.
Mado Saien (魔土 災炎)
Lồng tiếng bởi: Ikeda Shūichi.
Một nhà khoa học hay phát minh ra những vũ khí chống lại Perman. Cũng như Haruzō và Ganko, tên ông ta có thể thể đọc theo nhiều cách khác nhau; trường hợp của ông, cái tên đọc như "mad scientist" (nhà khoa học điên khùng).

## Danh sách tập
| Tập | Tựa Tiếng Anh          | Tựa Tiếng Việt          | Tựa Tiếng Nhật       |
| --- | ---------------------- | ----------------------- | -------------------- |
| 1   | Perman to the rescue   | Perman đến giải cứu đây | パーマン登場！！     |
| 2   | Perman Play Baseball   | Perman chơi bóng chày   | 野球はパーマン       |
| 3   | The Kidnapping         | Vụ bắt cóc              | ガン子は迷探偵？！   |
| 4   | Hello, I'm Perko       | Xin chào, mình là Perko | こんにちはパー子です |
| 5   | Here Comes The Teacher | Thầy Giáo Đến Nhà       | 先生がくる！！       |
| 6   | The Runner Way         | Kẻ Đào Tẩu              | 追い出されたブービー |

## Ngoài Nhật Bản
Perman đã phát hành tại nhiều quốc gia ngoài Nhật Bản.
- Ấn Độ: Tại Ấn Độ (trên Nickelodeon India), anime được ra mắt với tên Perman, lồng tiếng Anh và Hindi.
- Indonesia: Tại Indonesia, Cậu bé siêu nhân ra mắt với tên P-man, lồng tiếng Bahasa Indonesia và phát trên RCTI.
- Ý: Được phát hành dưới cái tên Superkid eroe bambino.
- Mỹ Latinh: Tại Mỹ Latinh, nó phát hành với tên El Hombre Par, lồng tiếng Tây Ban Nha.
- Hàn Quốc: Super Boy Perman (슈퍼 꼬마 퍼맨).
- Việt Nam: Siên nhân Pacman do Nhà xuất bản Trẻ phát hành, Cậu bé siêu nhân do Nhà xuất bản Kim Đồng phát hành.
- Đông Nam Á: Perman do Disney Channel Asia phát sóng